# Monster, Južna Holandija
Monster je mesto v nizozemski provinci Južna Holandija. Je del občine Westland in leži približno 10 km (6,2 mi) jugozahodno od Haaga.
Vas Monster ima okoli 11.580 prebivalcev. Statistično območje Monster, ki lahko vključuje tudi okoliško podeželje, ima okoli 14.540 prebivalcev.
Do leta 2004 je bila samostojna občina in je obsegala 20.15 km   (od tega 5.70 km   je voda).
Nekdanja občina Monster je vključevala tudi mesti Poeldijk in Ter Heijde. Monster in Ter Heijde sta mesti na obali Severnega morja in imata priljubljeno plažo.

## Zgodovina
V 13. stoletju so velik del Westlanda, Loosduinena in Haaga upravljali iz Monsterja. Ko so zgradili Haag, je prišlo do razdelitve v Haag-urad in Half-Loosduinen. Slednja vas je bila leta 1812 ločena od Monsterja. Ostanke nekdanje slave je še vedno mogoče videti med Haagom in Monsterjem na posestvih, kot so Ockenburgh, Bloemendaal, Solleveld in Langeveld .
Obstaja veliko negotovosti glede izvora imena "Monster". Verjetno izhaja iz latinske besede monasterium, kar pomeni samostan. Ime se je uporabljalo tudi za zemljišče, ki je pripadalo samostanu. Druga razlaga je bila, da je Monster izpeljan iz staro-nizozemske besede monster, ki je med drugim pomenila "velika cerkev" (iz latinščine: monstrum ), kar podpira dejstvo, da je imel Monster v tistih časih eno največjih cerkva na tem območju. .
Monster je bil prej cilj romanja, saj je župnija Machutus imela nekaj relikvij svojega zavetnika Machutusa, ki je znan tudi kot Machuut . Ljudje so prihajali, da bi bili ozdravljeni od "padavice", ki je bila verjetno epilepsija.

## Znani ljudje
- Janez I., gospod Polanenski (ok. 1285–1342), gospod Polanenski, De Leka in Brede
- Arnold Vinnius (1588–1657), pravnik
- Gerard Schouw (r. 1965), politik
- Arantxa Rus (r. 1990), teniška igralka
- Yvette Broch (r. 1990), rokometašica

## Galerija slik
- Monster
- Mlin na veter "Štirje vetrovi"
- Cerkev v Monsterju
- Monster leta 1865